# Lijst van Belgische wielrenners
Dit is een lijst van Belgische wielrenners met een eigen artikel op Wikipedia, alfabetisch gesorteerd op achternaam.

## Lijst
| - Igor Abakoumov - Willy Abbeloos - Jozef Abelshausen - Joseph Achten - Lucien Acou - François Adam - Bernard Adams - Jens Adams - Joeri Adams - Jan Adriaensens - Frans Aerenhouts - Jean Aerts - Mario Aerts - Paul Aerts - Thijs Aerts - Toon Aerts - Niels Albert - Frans Alexander - Piet Allegaert - Henri Allard - Frédéric Amorison - Etienne Antheunis - Sander Armée - Wim Arras - Frederik Backaert - Roger Baens - Jean-Pierre Baert - Dirk Baert - Armand Baeyens - Jan Baeyens - Edwin Bafcop - Roger Baguet - Serge Baguet - Jan Bakelants - Koen Barbé - Jérôme Baugnies - Albert Beckaert - Koen Beeckman - Theophile Beeckman - Benoni Beheyt - Albert Beirnaert - Veronique Belleter - Adelin Benoît - Tiesj Benoot - Ben Berden - Jean-Pierre Berckmans - Herman Beysens - Jenthe Biermans - Gaëtan Bille - Albert Billiet - Maurice Blomme - Willy Bocklant - Émile Bodart - Kris Boeckmans - Jan Bogaert - Jean Bogaerts - Carlo Bomans - Frans Bonduel - André Boonen - Tom Boonen - Jos Boons - Gabriel Borra - David Boucher - Walter Boucquet - Ferdinand Bracke - Adolphe Braeckeveldt - Vito Braet - Firmin Bral - Christophe Brandt - Frans Brands - Christophe Brandt - Jean Brankart - Jonathan Breyne - Stig Broeckx - Joseph Bruyère - Dave Bruylandts - Johan Bruyneel - Gerard Buyl - Achiel Buysse - Lucien Buysse - Marcel Buysse - Steven Caethoven - Christian Callens - Norbert Callens - Victor Campenaerts - Ludovic Capelle - Amaury Capiot - Johan Capiot - Remi Capoen - Andy Cappelle - Dieter Cappelle - Pino Cerami - Georges Claes sr. - Georges Claes jr. - Dimitri Claeys - Kevin Claeys - Alex Close - Johan Coenen - Luc Colyn - Davy Commeyne - Sander Cordeel - Dominique Cornu - Frank Corvers - Hilaire Couvreur - Steff Cras - Wilfried Cretskens - Tom Criel - Claude Criquielion - Emile Daems - Gustave Danneels - Wilfried David - Bert De Backer - Emile De Beukelaer - Danny De Bie - Jaak De Boever - Dries De Bondt - Willy De Bruyn - Fred De Bruyne - Jasper De Buyst - Edgard De Caluwé - José De Cauwer - Hans De Clercq - Mario De Clercq - Peter De Clercq - Tim Declercq - Dimitri De Fauw - Thomas De Gendt - Francis De Greef - Thierry De Groote - Klaas De Gruyter - Ludo De Keulenaer - Arnaud De Lie - Robert De Middeleir - Frans De Mulder - Johan De Muynck - Steven De Neef - Sander De Pestel - Laurens De Plus - Dries De Pooter - Alain De Roo - Andy De Smet - Gustaaf De Smet - Luc De Smet - Floris De Tier - Erik De Vlaeminck - Roger De Vlaeminck - Wim De Vocht - Fabien De Waele - Maurice De Waele - Kevin De Weert - Etienne De Wilde - Ronny De Witte - Dirk De Wolf - Fons De Wolf - Gerard Debaets - Arthur Decabooter - André Declerck - Roger Decock - Georges Decraeye - Odiel Defraeye - Kenny Dehaes - Albert Dejonghe - Julien Delbecque - Ludo Delcroix - Alfons Deloor - Gustaaf Deloor - Pol Deman - Marc Demeyer - Dirk Demol - Jef Demuysere - Richard Depoorter - Prosper Depredomme - Willy Derboven - Michel Dernies - Charles Deruyter - Germain Derycke - Maurice Desimpelaere - Armand Desmet - Gerard Desmet (1907-1979) - Gerard Desmet (1910-1976) - Gilbert Desmet (1931-2024) - Gilbert Desmet (1936) - Léon Despontin - Christophe Detilloux - Dries Devenyns - Stijn Devolder - Léon Devos - Rudy Dhaenens - Glenn D'Hollander - Michel D'Hooghe (wielrenner) - Frans Dictus - Ludo Dierckxsens - André Dierickx - Bart Dockx - Lomme Driessens - Marcel Dupont | - Niko Eeckhout - Nico Emonds - Remco Evenepoel - Rik Evens - Emiel Faingnaert - Peter Farazijn - Noël Foré - Frederik Frison - Herman Frison - Gorik Gardeyn - Henry George - Pieter Ghyllebert - Jan Ghyselinck - Jérôme Gilbert - Philippe Gilbert - Matthew Gilmore - Kristof Goddaert - Walter Godefroot - Michael Goolaerts - Kobe Goossens - Rob Goris - Benjamin Gourgue - Sylvain Grysolle - Roger Gyselinck - Romain Gyssels - Grégory Habeaux - Jos Haex - Paul Haghedooren - Alfred Hamerlinck - Louis Hardiquest - Sander Helven - André Henry - Paul Herygers - Ben Hermans - Quinten Hermans - Fernand Hermie - Jos Hoevenaars - Frank Hoste - Leif Hoste - Léon Houa - Kurt Hovelijnck - Kevin Hulsmans - Hubert Hutsebaut - Laurens Huys - Jos Huysmans - Roger Ilegems - Raymond Impanis - Nick Ingels - Paul In 't Ven - Willy In 't Ven - Kevyn Ista - Jos Jacobs - Pieter Jacobs - Roy Jans - Marcel Janssens - Stijn Joseph - Karel Kaers - Olivier Kaisen - Iljo Keisse - Norbert Kerckhove - Jens Keukeleire - Désiré Keteleer - Marcel Kint - Jan Kuyckx - Firmin Lambot - Bjorg Lambrecht - Roger Lambrecht - Yves Lampaert - Willy Lauwers - Frans Leenen - Patrick Lefevere - Eric Leman - Camille Leroy - Björn Leukemans - Bart Leysen - Roland Liboton - Jozef Lieckens - Eliot Lietaer - Arjen Livyns - Klaas Lodewyck - Gerard Loncke - Jules Lowie - André Lurquin - Rik Luyten - André Maelbrancke - Freddy Maertens - Nikolas Maes - Romain Maes - Sylvère Maes - Thierry Marichal - Arne Marit - René Martens - Emile père Masson - Nico Mattan - Gianni Meersman - Jordi Meeus - Filip Meirhaeghe - Frans Melckenbeeck - Axel Merckx - Eddy Merckx - Tim Merlier - Pieter Mertens - Tim Mertens - André Messelis - Maurice Meuleman - Eloi Meulenberg - Xandro Meurisse - Frans Mintjens - Yvo Molenaers - Maurice Mollin - Maxime Monfort - Sylvain Moniquet - Jean-Pierre Monseré - Willy Monty - Sammie Moreels - Louis Mottiat - Johan Museeuw - Lawrence Naesen - Oliver Naesen - Kevin Neirynck - Stijn Neirynck - Wilfried Nelissen - François Neuville - Jan Nevens - Maarten Neyens - Frederiek Nolf - André Noyelle - Johnny De Nul - Guy Nulens - Nick Nuyens - Sven Nys - Thibau Nys - Stan Ockers - Piet Oellibrandt - Jan Olieslagers - Valère Ollivier - Geert Omloop - Tom Paquot - Eddy Pauwels - Serge Pauwels - Eddy Peelman - Chris Peers - Edward Peeters - Kevin Peeters - Ludo Peeters - Wilfried Peeters - Willem Peeters - Rudy Pevenage - Dimitri Peyskens - Georges Pintens - Baptiste Planckaert - Eddy Planckaert - Edward Planckaert - Francesco Planckaert - Jef Planckaert - Jo Planckaert - Walter Planckaert - Willy Planckaert - Michel Pollentier - Ruben Pols - Christophe Prémont - Leo Proost - Louis Proost - Robert Protin - Albert Ramon - Gaston Rebry - Hendrik Redant - Jens Renders - Guido Reybrouck - Wilfried Reybrouck - Yvonne Reynders - Marcel Rijckaert - Albert Ritserveldt - Jürgen Roelandts - Bert Roesems - Georges Ronsse - Luc Roosen - Roger Rosiers - André Rosseel - Sébastien Rosseler - Jean Rossius | - Leopold Schaeken - Willy Scheers - Bert Scheirlinckx - Staf Scheirlinckx - Alfons Schepers - Jef Scherens - Jozef Schils - Erik Schoefs - Walter Schoonjans - Briek Schotte - Frans Schoubben - Léon Scieur - Hugo Scrayen - Kevin Seeldraeyers - Félix Sellier - Ward Sels - Roy Sentjens - Albert Sercu - Patrick Sercu - Marc Sergeant - Pieter Serry - Maurice Seynaeve - Nico Sijmens - Joseph Somers - Edgard Sorgeloos - Gert Steegmans - Stijn Steels - Tom Steels - Ernest Sterckx - Geert Steurs - Julien Stevens - Rieno Stofferis - Lucien Storme - Marc Streel - Tom Stubbe - Jasper Stuyven - Gil Suray - Roger Swerts - Emile Sweron - William Tackaert - Andrei Tchmil - Willy Teirlinck - Dylan Teuns - Jos Theuns - Erwin Thijs - Philippe Thys - Hector Tiberghien - Léon Tommies - Stan Tourné - Jules Tyck - Cian Uijtdebroeks - Michel Vaarten - Michel Van Aerde - Wout van Aert - Greg Van Avermaet - Geert Van Bondt - Benny Van Brabant - Guido Van Calster - Emiel Van Cauter - Georges Van Coningsloo - Leon Vandaele - Bernard Van De Kerckhove - Jim Van De Laer - Geert Van de Walle - Jurgen Van De Walle - Kurt Van de Wouwer - Frank Van Den Abeele - Jean Van den Bosch - Alain Van Den Bossche - Jurgen Van den Broeck - Ferdi Van Den Haute - Hendrik Van Dyck - Lennert Van Eetvelt - Michel Van Elsué - Richard Van Genechten - Martin Vangeneugden - Jurgen Van Goolen - Cyrille Van Hauwaert - Preben Van Hecke - Maurice Van Herzele - Jules Vanhevel - Ronny Van Holen - Edwig Van Hooydonck - Gino Van Hooydonck - Nathan Van Hooydonck - Kevin Van Impe - Lucien Van Impe - Benjamin Van Itterbeeck - Firmin Van Kerrebroeck - Eric Van Lancker - Robert Vanlancker - Bert Van Lerberghe - Henri Vanlerberghe - Brent Van Moer - Rik Van Linden - Rik Van Looy - Peter Van Petegem - Daniel Van Ryckeghem - Peter Van Santvliet - Victor Van Schil - Rik Van Slycke - Wesley Van Speybroeck - Rik Van Steenbergen - Petrus Van Teemsche - Guillaume Van Tongerloo - Willy Vanden Berghen - Stijn Vandenbergh - Nicole Van den Broeck - Frank Vandenbroucke - Jean-Luc Vandenbroucke - Eric Vanderaerden - Georges Vandermeirsch - Jelle Vanendert - Wim Van Huffel - James Vanlandschoot - Willy Vannitsen - Tom Vannoppen - Mauri Vansevenant - Wim Vansevenant - Herman Vanspringel - Johan Vansummeren - Dieter Vanthourenhout - Sven Vanthourenhout - Klaas Vantornout - Noël Vantyghem - Frans Verbeeck - Peter Verbeken - Rik Verbrugghe - David Verdonck - Auguste Verdyck - Otto Vergaerde - Geert Verheyen - André Verlinden - Géry Verlinden - René Vermandel - Stive Vermaut - Benjamin Vermeulen - Pol Verschuere - Denis Verschueren - Triphon Verstraeten - Johan Verstrepen - Félicien Vervaecke - Julien Vervaecke - Louis Vervaeke - Erwin Vervecken - Xandres Vervloesem - Frederik Veuchelen - Edward Vissers - Lucien Vlaemynck - André Vlayen - Michel Vanhaecke - Zico Waeytens - Luc Wallays - Jelle Wallays - Jens Wallays - Jean-Marie Wampers - Robert Wancour - Antoine Warnier - Marc Wauters - Willem Wauters - Dirk Wayenberg - Bart Wellens - Geert Wellens - Johan Wellens - Leo Wellens - Paul Wellens - Tim Wellens - Wilfried Wesemael - Wouter Weylandt - Daniel Willems - Frederik Willems - Joseph Wouters - Maarten Wynants - Jan Zagers - Romain Zingle |